# Márcio Piósi
Márcio Piósi é um  actor português (08 de Março de 1996). É actor na companhia Vidas de A a Z, da encenadora Mónica Gomes.

## Biografia
Márcio Piósi, nome artístico de Márcio André da Costa Ferreira, nasceu em Vale de Cambra, distrito de Aveiro, a 8 de Março de 1996. Formado em Artes do Espectáculo - Interpretação, pelo Conservatório de Música da Jobra, obteve formação em Treino Físico – Sonoro, com Rodrigo Malvar e Susana Madeira. Iniciou o seu percurso artístico na Companhia Vidas de A a Z, destacando-se no espectáculo Uma Questão de Sexo ou de Morte na personagem de Nucha Traveca. 
Inicia a sua carreira no teatro, em 2013, com os espectáculos Retalhos Vicentinos, na personagem de Frade, com encenação de Paulo Calatré, O Cerejal, de Anton Tchekhov, nas personagens de  Firs e Epikhodov, com encenação de David Silva, em cena no Auditório do Centro Cultural da Branca, e Sonho de Uma Noite de Verão na personagem de Nicolau Fundeiro, com encenação de João Castro. Ainda nesse mesmo ano cria o espectáculo Cabaret Improvisa-se, sob a orientação de Julieta Rodrigues. Em 2014 realiza uma leitura encenada de Insulto ao Público, de Peter Handke, no Cineteatro Alba, com encenação de Paulo Calatré, e em março do mesmo ano leva à cena Os filhos de Python  no âmbito da comemoração do Dia Mundial do Teatro, também no Cineteatro Alba.
Em 2015 integra o espectáculo Mestre Ubu, na personagem do próprio Mestre Ubu, com encenação de Viriato Morais, em cena no Cineteatro Alba, bem como o O Círculo de Giz Caucasiano, nas personagens de O Príncipe Gordo, um Lavrador, o Monge, um Criado e um Guarda do Miguel, com encenação de Pedro Ribeiro. Dá ainda vida a Moritz Stiefel no espectáculo O Despertar da Primavera, de Frank Wedekind, com encenação de Cristina Dias Vieira, sendo que nesse mesmo ano intepreta Creonte no espectáculo A Morte de Antígona, uma encenação própria com a qual integra o Festival SET.
Em 2016 entra para a Companhia Vidas de A a Z, na qual realiza os espectáculos Uma Questão de Sexo ou de Morte no papel de Nucha Traveca, com encenação de Mónica Gomes, sendo que nesse mesmo ano interpreta o papel de Líder Jihadista no espectáculo Eu Sou Mediterrâneo: Um espectáculo sobre a banalidade do mal, da mesma companhia. Já em 2017 integra o espectáculo Vovó Ganza! Uma comédia de faca e alguidar, também com encenação de Mónica Gomes, em cena no Teatro Turim.

## Teatro
- Retalhos Vicentinos, coletânea de obras de Gil Vicente (2013);
- O Cerejal, de Anton Tchekhov (2013);
- Sonho de Uma Noite de Verão, de William Shakespeare (2013)
- Cabaret Improvisa-se (2013);
- Os filhos de Python (2014);
- Mestre Ubu, de Alfred Jarry (2015);
- O Círculo de Giz Caucasiano, de Bertolt Brecht (2015);
- O Despertar da Primavera, de Frank Wedekind (2015);
- A Morte de Antígona (2015);
- EU SOU MEDITERRÂNEO: Um espectáculo sobre a banalidade do mal (2016);
- Uma Questão de Sexo ou de Morte (2016);
- Vovó Ganza: uma comédia de faca e alguidar (2017).